# 핀란드의 가족복지장관
핀란드의 가족복지장관(핀란드어: Suomen perhe- ja peruspalveluministeri 수오멘 페르헤 야 페루스팔벨루미니스테리[*])은 핀란드 국가평의회에 입각하는 각료 중 하나로서, 사회보건부의 2인자다.
부장관급이었던 사회보건부장관(핀란드어: ministeri sosiaali- ja terveysministeriössä 미니스테리 소시알리 야 테르베위스미니스테리외새[*])이 1995년 제2사회보건장관(핀란드어: toinen sosiaali- ja terveysministeri 토이넨 소시알리 야 테르베위스미니스테리[*])으로 승격되었고, 1999년 현재의 이름으로 개칭되었다.
| 역대 부장관                                                                  | 역대 부장관                                                         | 역대 부장관                                                         | 역대 부장관                                                         | 역대 부장관                                                         |
| 민사국장보( siviilitoimituskunnan apulaispäällikkö , 1869년-1917년)          | 민사국장보( siviilitoimituskunnan apulaispäällikkö , 1869년-1917년) | 민사국장보( siviilitoimituskunnan apulaispäällikkö , 1869년-1917년) | 민사국장보( siviilitoimituskunnan apulaispäällikkö , 1869년-1917년) | 민사국장보( siviilitoimituskunnan apulaispäällikkö , 1869년-1917년) |
| 각료                                                                         | 정당                                                                | 정당                                                                | 임기                                                                | 원로원                                                              |
| ---------------------------------------------------------------------------- | ------------------------------------------------------------------- | ------------------------------------------------------------------- | ------------------------------------------------------------------- | ------------------------------------------------------------------- |
| 에우겐 테오도르 폰 크노링                                                    |                                                                     | 무소속                                                              | 1871년 5월 17일-1874년 6월 10일 †                                   | 노르덴스탐                                                          |
| 알베르트 베르네르 뉘코프                                                     |                                                                     | 무소속                                                              | 1874년 10월 1일-1875년 1월 28일                                     | 노르덴스탐                                                          |
| 헨리크 빌헬름 요한 칠리아쿠스                                                |                                                                     | ???                                                                 | 1875년 1월 27일-1882년 10월 1일                                     | 노르덴스탐                                                          |
| 헨리크 빌헬름 요한 칠리아쿠스                                                | 1882년 10월 1일-1885년 10월 1일                                     | ???                                                                 | 아프 포르셀레스                                                     |                                                                     |
| 헨리크 빌헬름 요한 칠리아쿠스                                                | 1885년 10월 1일-1887년 8월 2일 †                                    | ???                                                                 | 폰 트로일                                                           |                                                                     |
| 요한 구스타프 소흘만                                                         |                                                                     | ???                                                                 | 폰 트로일                                                           | 1887년 9월 14일-1888년 10월 1일                                     |
| 카를로 카스트렌                                                              |                                                                     | 청년 핀란드당                                                       | 1905년 12월 1일–1908년 8월 1일                                      | 메켈린                                                              |
| 후고 라우타패                                                                |                                                                     | 핀란드당                                                            | 1908년 8월 1일-1909년 4월 25일                                      | 혤트                                                                |
| 미하일 간스카우                                                              |                                                                     | 러시아인                                                            | 1912년 6월 20일-1913년 6월 18일                                     | 마르코프                                                            |
| 알렉산데르 스트란드만                                                        |                                                                     | 핀란드당                                                            | 1913년 6월 18일-1917년 3월 26일                                     | 보로비티노프                                                        |
| 율리우스 아일리오                                                            |                                                                     | 사회민주당                                                          | 1917년 3월 26일–1917년 9월 8일                                      | 토코이                                                              |
| 사회장관보( apulaissosiaaliministeri )                                       |                                                                     |                                                                     |                                                                     |                                                                     |
| 각료                                                                         | 정당                                                                | 정당                                                                | 임기                                                                | 내각                                                                |
| 미나 실란패                                                                  |                                                                     | 사회민주당                                                          | 1926년 12월 13일–1927년 12월 17일                                   | 탄네르                                                              |
| 유하니 레팰래                                                                |                                                                     | 농업동맹                                                            | 1929년 8월 27일-1930년 7월 4일                                      | 제3차 칼리오                                                        |
| 오스카리 레이니카이넨                                                        |                                                                     | 사회민주당                                                          | 1939년 9월 2일-1939년 7월 1일                                       | 제3차 카얀데르                                                      |
| 사회부장관( ministeri sosiaaliministeriössä , 1944년-1970년)                 |                                                                     |                                                                     |                                                                     |                                                                     |
| 각료                                                                         | 정당                                                                | 정당                                                                | 임기                                                                | 내각                                                                |
| 위리외 레이노                                                                |                                                                     | 인민민주동맹                                                        | 1944년 11월 17일-1945년 4월 17일                                    | 제2차 파시키비                                                      |
| 에로 아르네 부오리                                                           |                                                                     | 사회민주당                                                          | 1945년 2월 16일-1945년 4월 17일                                     | 제2차 파시키비                                                      |
| 마티 얀후넨                                                                  |                                                                     | 인민민주동맹                                                        | 1945년 4월 17일-1946년 3월 26일                                     | 제3차 파시키비                                                      |
| 에로 아르네 부오리                                                           |                                                                     | 사회민주당                                                          | 1945년 4월 27일-1945년 9월 29일                                     | 제3차 파시키비                                                      |
| 카를로 힐릴래                                                                |                                                                     | 농업동맹                                                            | 1945년 11월 22일-1946년 3월 26일                                    | 제3차 파시키비                                                      |
| 온니 힐투넨                                                                  |                                                                     | 사회민주당                                                          | 1946년 2월 14일-1946년 3월 26일                                     | 제3차 파시키비                                                      |
| 레나르트 헬랴스                                                              |                                                                     | 농업동맹                                                            | 1946년 3월 26일-1948년 5월 26일                                     | 페칼라                                                              |
| 에르키 해르매                                                                |                                                                     | 사회민주당                                                          | 1946년 4월 12일-1948년 7월 29일                                     | 페칼라                                                              |
| 온니 펠토넨                                                                  |                                                                     | 사회민주당                                                          | 1948년 5월 26일-1948년 7월 29일                                     | 페칼라                                                              |
| 튀네 레이보라르손                                                            |                                                                     | 사회민주당                                                          | 1948년 7월 29일-1950년 3월 17일                                     | 제1차 파게르홀름                                                    |
| 에르키 해르매                                                                |                                                                     | 사회민주당                                                          | 1948년 7월 30일-1949년 6월 22일                                     | 제1차 파게르홀름                                                    |
| 에밀 후노넨                                                                  |                                                                     | 사회민주당                                                          | 1949년 7월 29일-1950년 3월 17일                                     |                                                                     |
| 비흐토리 베스테리넨                                                          |                                                                     | 농업동맹                                                            | 1950년 3월 17일 1951년 1월 17일                                     | 제1차 케코넨                                                        |
| 카우노 클레몰라                                                              |                                                                     | 농업동맹                                                            | 1950년 3월 24일-1950년 9월 30일                                     | 제1차 케코넨                                                        |
| 테우보 아우라                                                                |                                                                     | 국민진보당                                                          | 1950년 9월 30일-1951년 1월 17일                                     | 제1차 케코넨                                                        |
| 에밀 후노넨                                                                  |                                                                     | 사회민주당                                                          | 1951년 1월 17일-1951년 9월 20일                                     | 제2차 케코넨                                                        |
| 라파엘 파시오                                                                |                                                                     | 사회민주당                                                          | 1951년 1월 17일-1951년 9월 20일                                     | 제2차 케코넨                                                        |
| 에밀 후노넨                                                                  |                                                                     | 사회민주당                                                          | 1951년 9월 20일-1953년 7월 9일                                      | 제3차 케코넨                                                        |
| 라우리 무르토마                                                              |                                                                     | 농업동맹                                                            | 1951년 9월 20일-1953년 7월 9일                                      | 제3차 케코넨                                                        |
| 비에노 시모넨                                                                |                                                                     | 농업동맹                                                            | 1953년 7월 9일-1953년 11월 17일                                     | 제4차 케코넨                                                        |
| 패이비외 헤테매키                                                            |                                                                     | 국민연합당                                                          | 1953년 11월 17일-1954년 5월 5일                                     | 투오미오야                                                          |
| 이르마 카르비코                                                              |                                                                     | 인민당                                                              | 1953년 11월 17일-1954년 5월 5일                                     | 투오미오야                                                          |
| 비에노 시모넨                                                                |                                                                     | 농업동맹                                                            | 1954년 5월 5일-1954년 10월 20일                                     | 퇴른그렌                                                            |
| 아쿠 수무                                                                    |                                                                     | 사회민주당                                                          | 1954년 7월 7일-1954년 10월 20일                                     | 퇴른그렌                                                            |
| 튀네 레이보라르손                                                            |                                                                     | 사회민주당                                                          | 1954년 10월 20일-1956년 3월 3일                                     | 제5차 케코넨                                                        |
| 한네스 티아이넨                                                              |                                                                     | 사회민주당                                                          | 1954년 10월 22일-1956년 3월 3일                                     | 제5차 케코넨                                                        |
| 튀네 레이보라르손                                                            |                                                                     | 사회민주당                                                          | 1956년 3월 3일-1957년 5월 17일                                      | 제2차 파게르홀름                                                    |
| 요하네스 티아이넨                                                            |                                                                     | 사회민주당                                                          | 1956년 3월 5일-1957년 5월 27일                                      | 제2차 파게르홀름                                                    |
| 아테 파카넨                                                                  |                                                                     | 농업동맹                                                            | 1957년 5월 27일-1957년 9월 2일                                      | 제1차 숙셀라이넨                                                    |
| 페카 말리넨                                                                  |                                                                     | 인민당                                                              | 1957년 7월 2일-1957년 11월 29일                                     | 제1차 숙셀라이넨                                                    |
| 올리 요하네스 우오티                                                         |                                                                     | 사회민주당                                                          | 1957년 9월 2일-1957년 11월 29일                                     | 제1차 숙셀라이넨                                                    |
| 에르키 린드포르스                                                            |                                                                     | 사회민주당                                                          | 1957년 12월 30일-1958년 4월 26일                                    | 폰 피안트                                                           |
| 튀네 레이보라르손                                                            |                                                                     | 사회민주당                                                          | 1958년 5월 2일-1958년 8월 29일                                      | 쿠스코스키                                                          |
| 라파엘 파시오                                                                |                                                                     | 사회민주당                                                          | 1958년 8월 29일-1959년 1월 13일                                     | 제3차 파게르홀름                                                    |
| 엘리 에르킬래                                                                |                                                                     | 농업동맹                                                            | 1959년 1월 13일-1961년 7월 14일                                     | 제2차 숙셀라이넨                                                    |
| 마우노 유실라                                                                |                                                                     | 농업동맹                                                            | 1961년 7월 14일-1962년 4월 13일                                     | 제1차 미에투넨                                                      |
| 퀼리키 포햘라                                                                |                                                                     | 국민연합당                                                          | 1962년 4월 13일-1963년 10월 18일                                    | 제1차 카랼라이넨                                                    |
| 망누스 잉마르 쿨                                                             |                                                                     | 무소속                                                              | 1963년 12월 18일-1964년 9월 12일                                    | 레흐토                                                              |
| 카를레 소르키오                                                              |                                                                     | 무소속                                                              | 1964년 9월 12일-1966년 5월 27일                                     | 비롤라이넨                                                          |
| 에사 티모넨                                                                  |                                                                     | 중앙당                                                              | 1966년 5월 27일-1967년 8월 31일                                     | 제1차 파시오                                                        |
| 토이보 살로란타                                                              |                                                                     | 중앙당                                                              | 1967년 9월 8일-1968년 3월 22일                                      | 제1차 파시오                                                        |
| 에밀 파르타넨                                                                |                                                                     | 중앙당                                                              | 1968년 4월 2일-1970년 5월 14일                                      | 제1차 코이비스토                                                    |
| 사회보건부장관( ministeri sosiaali- ja terveysministeriössä , 1970년-1995년) |                                                                     |                                                                     |                                                                     |                                                                     |
| 각료                                                                         | 정당                                                                | 정당                                                                | 임기                                                                | 내각                                                                |
| 알리 라흐티넨                                                                |                                                                     | 무소속                                                              | 1970년 5월 14일-1970년 7월 15일                                     | 제1차 아우라                                                        |
| 카트리헬레나 에스켈리넨                                                      |                                                                     | 중앙당                                                              | 1970년 7월 15일-1971년 10월 29일                                    | 제2차 카랼라이넨                                                    |
| 아르네 베르네르                                                              |                                                                     | 자유인민당                                                          | 1970년 7월 22일-1971년 10월 29일                                    | 제2차 카랼라이넨                                                    |
| 군나르 코르호넨                                                              |                                                                     | 무소속                                                              | 1971년 10월 29일-1972년 2월 23일                                    | 제2차 아우라                                                        |
| 아흐티 프레드릭손                                                            |                                                                     | 사회민주당                                                          | 1972년 2월 23일-1972년 9월 4일                                      | 제2차 파시오                                                        |
| 펜티 페카리넨                                                                |                                                                     | 중앙당                                                              | 1972년 9월 4일-1975년 1월 20일                                      | 제1차 소르사                                                        |
| 레이노 카르폴라                                                              |                                                                     | 중앙당                                                              | 1975년 2월 7일-1975년 6월 13일                                      | 제1차 소르사                                                        |
| 그렐스 테이르                                                                |                                                                     | 무소속                                                              | 1975년 6월 13일-1975년 11월 30일                                    | 리나마                                                              |
| 피르코 튀욀래얘르비                                                          |                                                                     | 사회민주당                                                          | 1975년 11월 30일-1976년 9월 29일                                    | 제2차 미에투넨                                                      |
| 오르보키 캉가스                                                              |                                                                     | 중앙당                                                              | 1976년 9월 29일-1977년 5월 15일                                     | 제3차 미에투넨                                                      |
| 오라비 마르티카이넨                                                          |                                                                     | 중앙당                                                              | 1977년 5월 15일-1979년 5월 26일                                     | 제2차 소르사                                                        |
| 카트리헬레나 에스켈리넨                                                      |                                                                     | 중앙당                                                              | 1979년 5월 26일-1982년 2월 19일                                     | 제2차 코이비스토                                                    |
| 마랴타 배내넨                                                                |                                                                     | 중앙당                                                              | 1982년 2월 19일-1983년 5월 6일                                      | 제3차 소르사                                                        |
| 마티 아흐데                                                                  |                                                                     | 사회민주당                                                          | 1983년 5월 6일-1987년 4월 30일                                      | 제4차 소르사                                                        |
| 바푸 타이팔레                                                                |                                                                     | 사회민주당                                                          | 1983년 5월 6일-1984년 11월 30일                                     | 제4차 소르사                                                        |
| 마티 푸하카                                                                  |                                                                     | 사회민주당                                                          | 1984년 12월 1일-1987년 4월 30일                                     | 제4차 소르사                                                        |
| 타르야 할로넨                                                                |                                                                     | 사회민주당                                                          | 1987년 4월 30일-1990년 2월 28일                                     | 홀케리                                                              |
| 툴리키 해맬래이넨                                                            |                                                                     | 사회민주당                                                          | 1990년 3월 1일-1991년 4월 26일                                      | 홀케리                                                              |
| 토이미 칸카니에미                                                            |                                                                     | 기독교동맹                                                          | 1991년 4월 26일-1991년 5월 3일                                      | 아호                                                                |
| 하넬레 포카                                                                  |                                                                     | 중앙당                                                              | 1991년 5월 3일-1991년 5월 17일                                      | 아호                                                                |
| 엘리사베트 레흔                                                              |                                                                     | 스웨덴인당                                                          | 1991년 5월 17일-1995년 1월 1일                                      | 아호                                                                |
| 얀에리크 에네스탐                                                            |                                                                     | 스웨덴인당                                                          | 1995년 1월 2일-1995년 4월 13일                                      | 아호                                                                |
| 역대 장관                                                                    |                                                                     |                                                                     |                                                                     |                                                                     |
| 제2사회보건장관( toinen sosiaali- ja terveysministeri , 1995년-1999년)       |                                                                     |                                                                     |                                                                     |                                                                     |
| 각료                                                                         | 정당                                                                | 정당                                                                | 임기                                                                | 내각                                                                |
| 테르투 후투윤투넨                                                            |                                                                     | 좌파동맹                                                            | 1995년 4월 13일-1999년 4월 15일                                     | 제1차 리포넨                                                        |
| 가족복지장관( perhe- ja peruspalveluministeri , 1999년-현재)                 |                                                                     |                                                                     |                                                                     |                                                                     |
| 에바 비아우데트                                                              |                                                                     | 스웨덴인당                                                          | 1999년 4월 15일-2000년 4월 14일                                     | 제2차 리포넨                                                        |
| 오스모 소이닌바라                                                            |                                                                     | 녹색동맹                                                            | 2000년 4월 14일-2002년 4월 19일                                     | 제2차 리포넨                                                        |
| 에바 비아우데트                                                              |                                                                     | 스웨덴인당                                                          | 2002년 4월 19일-2003년 4월 17일                                     | 제2차 리포넨                                                        |
| 리사 휘샐래                                                                  |                                                                     | 중앙당                                                              | 2003년 4월 17일-2003년 6월 24일                                     | 얘텐매키                                                            |
| 리사 휘샐래                                                                  | 2003년 6월 24일-2007년 4월 19일                                     | 중앙당                                                              | 제1차 반하넨                                                        |                                                                     |
| 파울라 리시코                                                                |                                                                     | 국민연합당                                                          | 2007년 4월 19일-2010년 6월 22일                                     | 제2차 반하넨                                                        |
| 파울라 리시코                                                                | 2010년 6월 22일-2011년 6월 22일                                     | 국민연합당                                                          | 키비니에미                                                          |                                                                     |
| 마리아 구체니나리카르드손                                                    |                                                                     | 사회민주당                                                          | 2011년 6월 22일-2013년 5월 24일                                     | 카타이넨                                                            |
| 수사나 후오비넨                                                              |                                                                     | 사회민주당                                                          | 2013년 5월 24일-2014년 6월 24일                                     | 카타이넨                                                            |
| 수사나 후오비넨                                                              | 2014년 6월 24일-2015년 5월 29일                                     | 사회민주당                                                          | 스투브                                                              |                                                                     |
| 유하 레훌라                                                                  |                                                                     | 중앙당                                                              | 2015년 5월 29일-2017년 7월 10일                                     | 시필래                                                              |
| 아니카 사리코                                                                |                                                                     | 중앙당                                                              | 2017년 7월 10일-현재                                                | 시필래                                                              |